# Genuin Classics
Genuin Classics es una compañía discográfica independiente y un estudio de grabación de nacionalidad alemana con sede en Detmold y más tarde en Leipzig, especializada en música clásica. Fue fundada en 1998 por Holger Busse y Alfredo Lasheras Hakobian.

## Historia
La compañía fue creada en 1998 en Detmold con la denominación "GENUIN Musikproduktion" por los ingenieros de sonido Holger Busse y Alfredo Lasheras Hakobian. El nombre "genuin" proviene del latín y significa "innato, auténtico, no falso". En enero de 2003 empezó a distribuir CD a través de Alemania, con la mayoría de los lanzamientos producidos por sus propios ingenieros de sonido. 
En 2005 la sede se trasladó a Leipzig como resultado de una fructífera colaboración con la empresa de radiodifusión alemana MDR y la famosa sala de conciertos Gewandhaus. En enero de 2006 el ingeniero de sonido Michael Silberhorn se unió a la firma.
En 2009 reestructuró sus operaciones y ahora consta de su sello discográfico "GENUIN classics" y de su compañía de producción musical "GENUIN recording group".

## Catálogo
Además de la gama del repertorio de música clásica, que va desde el Renacimiento hasta la Nueva Música, el sello también se centra en obras raramente ejecutadas y en promocionar a jóvenes artistas de grabación talentosos. El catálogo del sello abarca ahora cerca de 800 CDs de música clásica que son distribuidos internacionalmente a través de minoristas especializados en CD, tiendas de discos y plataformas de descarga en línea.

## Artistas
Algunos músicos y grupos que han grabado con los ingenieros de sonido de GENUIN:
- Cuarteto Artemis
- Baiba Skride
- Camerata Musica Limburg
- Christoph Prégardien
- Ensemble Amarcord
- Gewandhaus Brass Quintett
- Gewandhaus Chor
- Helen Donath
- Caroline Fischer
- La Petite Bande
- L'arpa festante
- Leipziger Streichquartett
- Martin Stadtfeld
- Matthias Kirschnereit
- Nicolas Altstaedt
- Noëmi Nadelmann
- Paul Badura-Skoda
- Ragna Schirmer
- Stephan Schreckenberger
- Tobias Koch
- Walter Hilgers
- Natalia Labourdette y Victoria Guerrero

### Orquestas
Los ingenieros de sonido de GENUIN han trabajado con las siguientes orquestas:
- Bach Collegium Japan (a través de MDR)
- Deutsche Kammerphilharmonie Bremen
- Junge Deutsche Philharmonie (a través de Deutschlandradio)
- Orquesta Barroca de Friburgo
- Orquesta de la Gewandhaus de Leipzig
- Orquesta del Teatro Nacional de Mannheim
- Orquesta de viento de la Radio de Leipzig (Rundfunk-Blasorchester Leipzig)
- Orquesta Estatal de Halle
- Orquesta Estatal de Weimar
- Orquesta Estatal de Brandemburgo Fráncfort
- Orquesta Estatal de Braunschweig
- Orquesta Filarmónica de Dresde (a través de Deutschlandradio)
- Orquesta Sinfónica de Radio Berlín (a través de Deutschlandradio)
- Orquesta Sinfónica MDR (a través de MDR)
- Orquesta Sinfónica Gangnam de Seúl
- Orquesta Sinfónica Suwon de Seúl

## Premios y reconocimientos
La compañía ha ganado, entre otros reconocimientos, el Premio Echo Klassik, el OPUS Klassik 2023 y el Diapason d'Or, así como nominaciones para los Premios Grammy y el Premio Midem Clásico.